# Gladius (Waffe)
Der Gladius (Mehrzahl: Gladii) ist ein römisches Schwert. Er soll im späteren 3. Jahrhundert v. Chr. aus einem Schwerttyp der iberischen Keltiberer entwickelt worden sein und war in Variationen bis in das 3. Jahrhundert n. Chr. die Standardwaffe der Infanterie der römischen Armee.
Die antiken Schriftquellen unterscheiden nicht scharf zwischen Gladius und Spatha, da Gladius einfach nur „Schwert“ bedeutet und dieser Terminus nicht exklusiv für das Kurzschwert der kaiserzeitlichen Legionäre benutzt wurde.

## Beschreibung und Verwendung

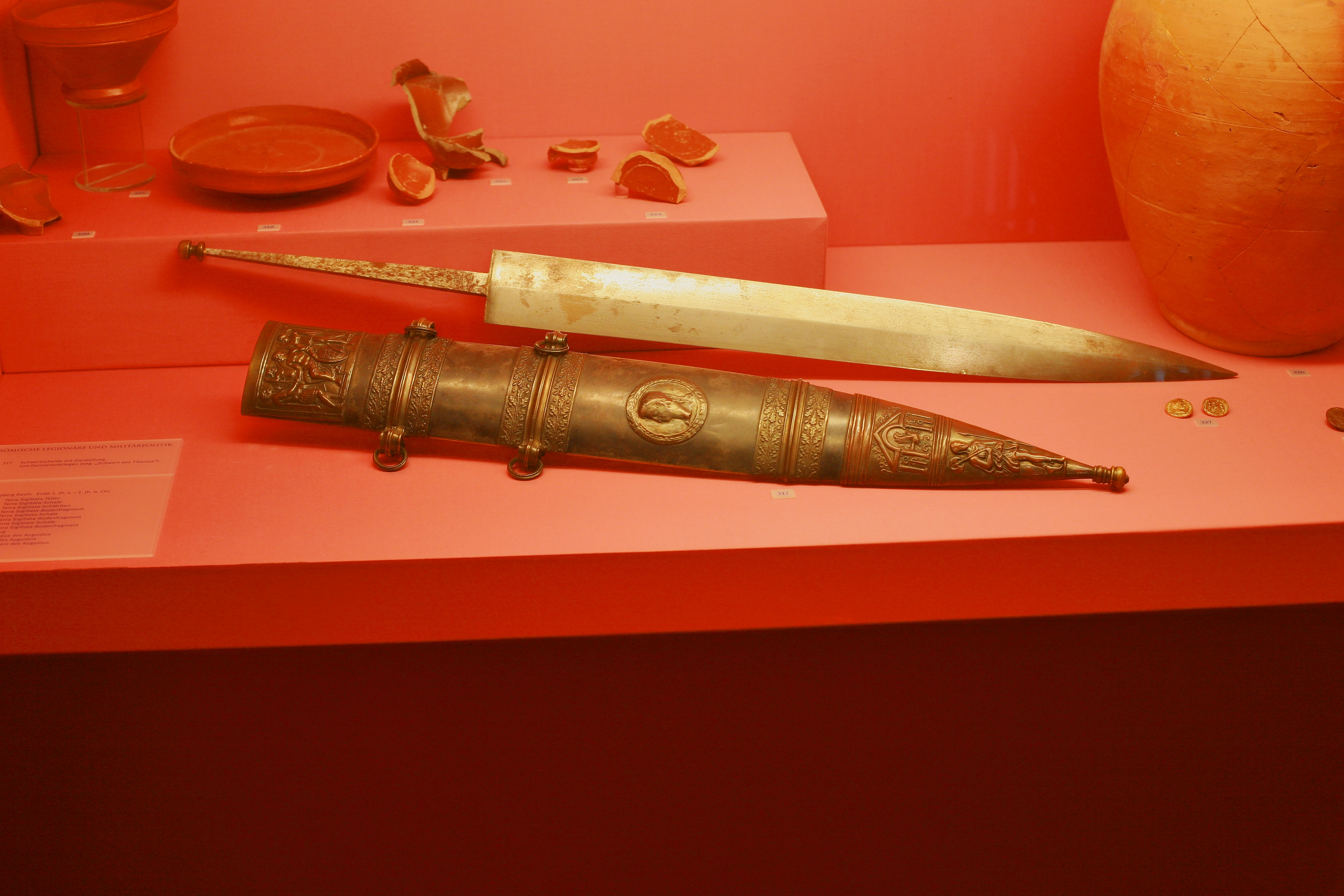
Replik des „Schwerts des Tiberius“ im Museum Carnuntinum

Die eiserne Klinge eines kaiserzeitlichen Gladius ist etwa 50–58 cm lang, ca. 8 cm breit und beidseitig geschliffen. Die Stabilität der Klinge war, auch aufgrund ihrer Kürze, sehr hoch, weshalb die Waffe vor allem als Stoß- und Stichwaffe eingesetzt wurde. Man unterscheidet hauptsächlich den „Typ Mainz“, den „Typ Hispanicum“ und einen späteren „Typ Pompeji“, der seit dem 1. Jahrhundert in Gebrauch war. Weitere Varianten, wenn auch ohne namensgebenden Fundort, sind bekannt. Bis zur Zeit des Kaisers Augustus war der Gladius bis zu 70 cm lang.
Beim „Typ Mainz“ verjüngt sich die Klinge zunächst, um vor der Spitze wieder breiter zu werden, das Gewicht beträgt zwischen 1200 und 1600 Gramm. Beim „Typ Pompeji“ verläuft die Klinge gerade, was fertigungstechnisch einfacher ist, das Gewicht beträgt ca. 1000 Gramm. Bei diesem Schwert handelt es sich wahrscheinlich um eine vereinfachte Form, die billiger herzustellen, aber dem traditionellen Gladius an Durchschlagskraft und Stabilität deutlich unterlegen war und womöglich vor allem an Auxiliarsoldaten ausgegeben wurde. Der „Typ Hispanicum“ schließlich wird erst breiter, wobei die Kante an sich aber gerade ist. Am Ende ist eine Spitze wie beim „Typ Pompeji“ und beim „Typ Mainz“. Begehrt waren Waffen aus ferrum Noricum, dem norischen Stahl. Durch die besondere Härte und Schnitthaltigkeit waren aus diesem Material gefertigte Gladii vielen zeitgenössischen Schwertern weit überlegen.
Der Gladius wurde von den Mannschaften auf der rechten Seite getragen; dies erforderte mehr Übung beim Ziehen des Schwertes, es bestand aber keine Kollisionsgefahr mit dem schweren Schild der Mannschaften. Centurionen trugen den Gladius meist auf der linken Seite. Der Griff war zwar mit einem Schutz versehen, doch sollte dieser nicht wie eine Parierstange wirken, sondern nur verhindern, dass die Schwerthand auf die Klinge rutscht, wenn mit dem Gladius ein kräftiger Stoß ausgeführt wird. Die Scheide bestand aus lederbezogenem Holz mit Metallbeschlägen.
Seit der Zeit der Severer (193 bis 235) wurde der kurze Gladius langsam durch ein Langschwert, die Spatha, abgelöst. Diese Entwicklung beschleunigte sich unter Diokletian (284 bis 305) und fand im frühen 4. Jahrhundert ihren Abschluss.

## Einsatz und Wirkungsweise

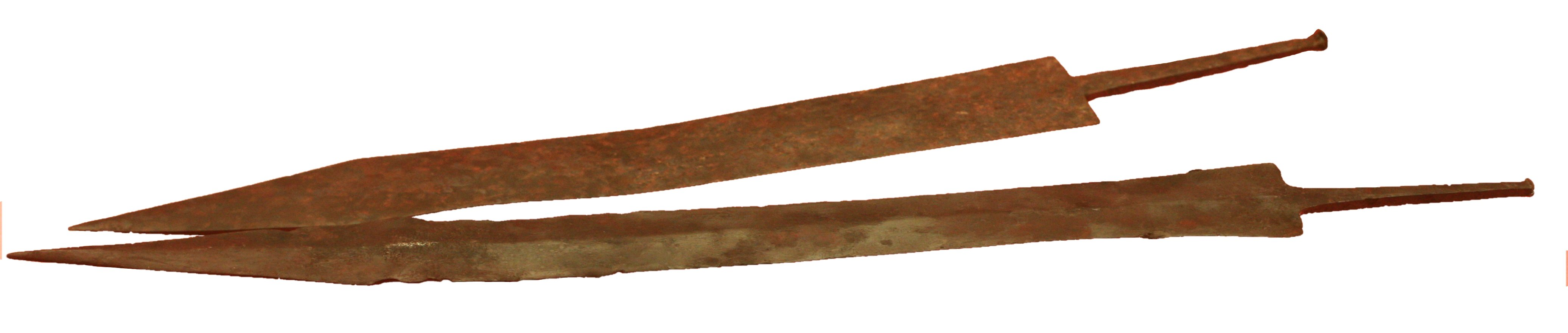
Zwei Klingen vom „Typ Mainz“, oben Fulham, unten Sisak.

Der Gladius war eine geeignete Waffe für den Nahkampf in engen Infanterieformationen, wie die Römer sie während Republik und Prinzipat verwendeten. Im dichten Kampfgetümmel der Infanterie, die sowohl durch ihre enge Geschlossenheit als auch den Massendruck der nachdrängenden Glieder wirkte und nach vorn durch die großen Schilde (Scuta) geschützt war, wirkte sich die geringe Länge des Schwertes positiv aus und verschaffte dem Legionär trotz der drangvollen Enge einen Vorteil. Er konnte auch im dichtesten Kampfgewühl seine Waffe noch gebrauchen (vor allem stechend), ohne seine Deckung fallen zu lassen, während Besitzer längerer Schwerter diese unter diesen beengten Bedingungen kaum effektiv einsetzen konnten. Meist zielte man mit dem Gladius auf den Unterleib des Gegners. Die Waffe schlug furchtbare Wunden. Der makedonische König Philipp V. soll tief erschrocken gewesen sein, als er erstmals die Leichen von Männern sah, die mit Gladii getötet worden waren.
Der Gladius eignete sich sowohl zum Hieb als auch zum Stich: Die blattförmige Klinge des Mainz-Typus besaß ein beträchtliches Gewicht und richtete bei ungeschützten Gegnern verheerenden Schaden an. Funde von Opfern römischer Legionäre, die bei der Erstürmung von Maiden Castle in Britannien gefallen waren, illustrieren das ziemlich deutlich – mehrere aufgefundene Schädel sind durch Gladiushiebe sichtlich zugerichtet. Diese Kampftechnik trug wesentlich zur Überlegenheit der römischen Legionen in großen regulären Gefechten bei; allerdings war das kurze Schwert im Einzelnahkampf außerhalb der geschlossenen Formation weniger vorteilhaft, was wohl ein Grund dafür ist, warum die längere Spatha (die schon zuvor von der römischen Reiterei benutzt worden war) im Verlauf des 3. Jahrhunderts an Bedeutung gewann, als traditionelle Feldschlachten selten geworden waren und ein Kleinkrieg an den Grenzen an Bedeutung zunahm. Die Spatha wurde im Unterschied zum Gladius in der Regel links getragen.